# 로리스
늘보원숭이 또는 로리스(Loris)는 로리스과(Lorisidae)의 아과인 로리스아과(Lorinae)에 속하는 곡비원류 영장류의 총칭이다. 또한 이 아과에 속하는 로리스속(Loris)의 속명이기도 하다. 늘보로리스속의 속명은 Nycticebus이다. 새끼 로리스는 태어났을 때, 사람 엄지손가락 크기 정도이다.

## 하위 종
- 홀쭉이로리스속 또는 로리스속 (Loris)
  - 회색홀쭉이로리스 (L. lydekkerianus)
    - 고지대홀쭉이로리스 (L. l. grandis)
    - 마이소르홀쭉이로리스 (L. l. lydekkerianus)
    - 말라바홀쭉이로리스 (L. l. malabaricus)
    - 북부홀쭉이로리스 (L. l. nordicus)

  - 붉은홀쭉이로리스 (L. tardigradus)
    - 건조지역홀쭉이로리스 (L. t. tardigradus)
    - 홀튼평야홀쭉이로리스 (L. t. nyctoceboides)
- 늘보로리스속 또는 느림보로리스속 (Nycticebus)
  - 순다로리스 (N. coucang)
  - 벵골늘보로리스 (N. bengalensis)
  - 자바늘보로리스 (N. javanicus)
  - 필리핀늘보로리스 (N. menagensis)
  - 방카늘보로리스 (N. bancanus)
  - 보르네오늘보로리스 (N. borneanus)
  - 카얀강늘보로리스 (N. kayan)
  - 수마트라늘보로리스 (N. hilleri)
- 피그미늘보로리스속 (Xanthonycticebus)
  - 남부피그미늘보로리스 (X. pygmaeus)
  - 북부피그미늘보로리스 (X. intermedius)